# Oerd (schip, 2003)
De Oerd onderhoudt samen met het zusterschip Sier de veerdienst tussen Holwerd en Ameland. Beide zijn in dienst bij Wagenborg Passagiersdiensten B.V. Meer informatie over het ontwerp en de exploitatie is te lezen bij het eerder gebouwde zusterschip. De Oerd is een licht gewijzigde versie van de Sier.
Dit is het tweede schip dat onder deze naam bij Wagenborg vaart. Het eerste schip met deze naam is omgedoopt tot Monnik en wordt sinds 2003 ingezet op de lijn Lauwersoog - Schiermonnikoog.

## Vernoeming
De Oerd is evenals het zusterschip vernoemd naar een in zee verdwenen dorp van Ameland. Het Oerd was een dorpje aan de oostpunt van het eiland, ten oosten van Buren (Ameland). Nu ligt daar het natuurgebied Het Oerd.